# Unterseeboot 323
Le Unterseeboot 323 (ou U-323) est un sous-marin allemand (U-Boot) de type VII.C/41 utilisé par la Kriegsmarine (marine de guerre allemande) pendant la Seconde Guerre mondiale.

## Construction
L'U-323 est un sous-marin océanique de type type VII.C/41. Construit dans les chantiers de Flender Werke AG à Lübeck, la quille du U-323 est posée le 12 mars 1943 et il est lancé le 12 janvier 1944. L'U-323 entre en service 1,5 mois plus tard.

## Historique
Mis en service le 2 mars 1944, l'Unterseeboot 323 reçoit sa formation de base à Stettin en Pologne au sein de la 4. Unterseebootsflottille.
À la suite de l'ordre donné (Opération Regenbogen) le 30 avril 1945 par l'amiral Karl Dönitz de saborder les navires de la Kriegsmarine, l'U-Boot U-323 est sabordé le 3 mai 1945 près de Nordenham, à la position géographique de 53° 30′ N, 8° 30′ E.
L'U-323 n'est jamais entré en phase opérationnelle.

## Affectations successives
- 4. Unterseebootsflottille à Stettin du 2 mars 1944 au 3 mai 1945 (entrainement)

## Commandement
- Oberleutnant zur See Max Bokelberg du 2 mars au 18 juillet 1944
- Kapitänleutnant Siegfried Pregel du 19 juillet 1944 au 26 février 1945
- Oberleutnant zur See Hans-Jürgen Dobinsky du 27 février au 3 mai 1945

## Patrouilles
L'U-323 n'a effectué aucune patrouille.

### Opérations Wolfpack
L'U-323 n'a pas opéré avec les Wolfpacks (meute de loups), n'étant jamais opérationnel.

## Navires coulés
L'Unterseeboot 323 n'a ni coulé, ni endommagé de navire ennemi n'ayant effectué aucune patrouille

### Source et bibliographie
- (en) Cet article est partiellement ou en totalité issu de l’article de Wikipédia en anglais intitulé « German submarine U-323 » (voir la liste des auteurs).
- Chris Bishop, historien militaire (trad. de l'anglais par Christian Muguet), Les sous-marins de la Kriegsmarine : 1939-1945 : le guide d'identification des sous-marins [« The spellmount submarine identification guide : Kriegsmarine U-boats 1939-1945 »], Paris, Éd. de Lodi, 2008, 192 p. (ISBN 978-2-84690-327-1, OCLC 470721805, BNF 41298980)